# La Industria de Piura
La Industria de Piura was een Peruviaanse krant die in 1918 in Piura werd opgericht. De krant bestond tot 1970. De krant maakte deel uit van een grotere serie van kranten in andere steden in het noorden van Peru. La Industria de Piura was eigendom van de advocaat en lokale politicus Miguel Félix Cerro Guerrero. Tegenwoordig bestaan alleen La Industria de Trujillo en La Industria de Chiclayo nog.